# バームクーヘン (アルバム)
『バームクーヘン』は、日本のロックバンド、THE HIGH-LOWSの4枚目のオリジナル・アルバム。1999年6月9日発売。発売元はキティ。

## 概要
前作から1年ぶりに発売。今作は初のセルフプロデュース作となった。録音も自前のスタジオである「アトミック・ブギー・スタジオ」（当初の仮称は「ちんちんランド」）で、ディレクターやサウンドエンジニアさえも入れず、すべてメンバー5人で作業を行った。出演したラジオのインタビューによれば、ドラムの録音は各ドラムの前にマイクを立て、ギターやベースの音はアンプの前にマイクを立てて、甲本が「まわすよー」と宣言して録音を開始し、一発録りで録音したという（ヴォーカルおよびリズムギター等ごく一部のみ別録り）。収録曲「バームクーヘン」の最後の部分で白井がオルガンをミスタッチしているが、それもそのまま収録されている。
アルバム発売時に、ロッキング・オン・ジャパンのインタビューによれば、「見送り」や「ハスキー（欲望と言う名の戦車）」など「切ない（インタビュアー談）」楽曲が増えたことに対して、真島は「全然切なくしようとなんて思ってないよ、でも結果切なくなったということは…切なかったんだよ（笑）」と述べている。
封入特典：「バームクーヘン」特製ステッカー

## 収録曲
| 全編曲: THE HIGH-LOWS。 |                                    |            |       |
| #                       | タイトル                           | 作詞・作曲 | 時間  |
| 1.                      | 「罪と罰」                         | 甲本ヒロト | 3:14  |
| 2.                      | 「チェンジングマン」               | 真島昌利   | 2:49  |
| 3.                      | 「二匹のマシンガン」               | 甲本ヒロト | 3:20  |
| 4.                      | 「モンシロチョウ」                 | 真島昌利   | 2:50  |
| 5.                      | 「ハスキー（欲望という名の戦車）」 | 甲本ヒロト | 3:01  |
| 6.                      | 「ダセー」                         | 真島昌利   | 3:39  |
| 7.                      | 「見送り」                         | 真島昌利   | 3:39  |
| 8.                      | 「死人」                           | 真島昌利   | 2:41  |
| 9.                      | 「彼女はパンク」                   | 甲本ヒロト | 2:08  |
| 10.                     | 「ガンスリンガー」                 | 甲本ヒロト | 3:00  |
| 11.                     | 「21世紀のフランケンシュタイン」   | 甲本ヒロト | 4:14  |
| 12.                     | 「ガタガタゴー」                   | 真島昌利   | 3:59  |
| 13.                     | 「笑ってあげる」                   | 真島昌利   | 4:45  |
| 14.                     | 「バームクーヘン」                 | 甲本ヒロト | 1:53  |
| 合計時間:               | 合計時間:                          | 合計時間:  | 45:12 |

### 楽曲解説
「罪と罰」
12thシングル。
「チェンジングマン」
ドラマ『伝説の教師』（日本テレビ）挿入歌。
「ハスキー（欲望という名の戦車）」
同時発売された13thシングル。
「彼女はパンク」
ライブでは演奏されず。甲本いわく「曲が一曲足りなかったので急いで作った」。『Tigermobile』の「ブンブン」にも同様のエピソードがある。
「ガタガタゴー」
真島ボーカル曲。
歌詞中に「大麻」「粉 (薬物を連想させる意)」という放送禁止用語が含まれているため、その部分には「ピー音」がかかっている。
「笑ってあげる」
2024年、ドキュメンタリー映画『漫才協会 THE MOVIE 〜舞台の上の懲りない面々〜』エンディングテーマに採用される。

## 参加ミュージシャン
THE HIGH-LOWS
- 甲本ヒロト：ボーカル、ブルースハープ、ギター
- 真島昌利：ギター、コーラス
- 調先人：ベース、コーラス
- 大島賢治：ドラムス、コーラス
- 白井幹夫 キーボード